# Désespérément romantique
Désespérément romantique (Hopeless, Romantic) est un téléfilm américain réalisé par Farhad Mann, diffusé en 2016.

## Synopsis
Matt et Liz sont amis. Lorsque Matt décide de demander Alexis en mariage. Matt décide de rendre Alexis jalouse en lui faisant croire qu'il sort désormais avec Liz.

## Fiche technique
- Réalisation : Farhad Mann
- Scénario : Nathaniel Moher et Victoria Rose
- Photographie : Zakk Eginton
- Durée : 90 minutes
- Date de diffusion :
  -  États-Unis : 4 juin 2016
  -  France : 13 septembre 2016 sur M6

## Distribution
- Christa B. Allen (VF : Chloé Berthier) : Elizabeh "Liz" Brown
- Brandon W. Jones (VF : Donald Reignoux) : Matt Sandoval
- Cassi Thomson (VF : Claire Baradat) : Alexis
- Maiara Walsh (VF : Aurélie Fournier) : Summer
- Jorge Diaz (VF : Emmanuel Garijo) : Adam
- Brian Tichnell (VF : Erwan Tostain) : Ben
- French Stewart (VF : Laurent Morteau) : Frank
- Marisa Petroro : Sylvia
- Marta Cross (VF : Laëtitia Godès) : Krista
- Andrea Bordeaux (VF : Ana Piévic) : Kelly
- Marianne Bourg : Emily
- LynNita Ellis : Meredith
- Andy Wagner (VF : Tristan Petitgirard) : Eddie

- Version française
  - Studio de doublage : VF Productions
  - Direction artistique : Barbara Delsol
  - Adaptation des dialogues : Erika Lalane

 Source et légende : version française (VF) sur RS Doublage et selon le carton du doublage français télévisuel.